# Kang Joon-ho
Kang Joon-ho est un boxeur sud-coréen né le 22 juin 1928 à Haeju en Corée du Nord et mort le 24 septembre 1990.

## Carrière
Sa carrière amateur est principalement marquée par une médaille de bronze remportée aux Jeux olympiques d'été de 1952 à Helsinki dans la catégorie des poids coqs. Après sa carrière de boxeur, il devient entraineur et participe à ce titre aux Jeux olympiques de Mexico en 1968 et de Munich en 1972.

### Jeux olympiques
Médaille de bronze en -54 kg aux Jeux de 1952 à Helsinki

## Référence
1. ↑  (en) Résultats des Jeux olympiques 1952 (amateur-boxing.strefa.pl)